# Tudulinna
Tudulinna est un petit bourg de la Commune de Tudulinna du Comté de Viru-Est en Estonie.
Au 31 décembre 2011, il compte 220 habitants.